# Pieter Aertsen
Pieter Aertsen dit Lange Pier (Pierre le Long), à cause de sa grande taille, est un peintre hollandais, né en 1508 à Amsterdam et mort le 3 juin 1575 dans cette même ville.

## Biographie
Pieter Aertsen a été l'élève d'Allaert Glaesz, qui passait pour un des meilleurs peintres de cette époque. Admis à l'âge de 17 ans à Anvers, il y perfectionne sa manière chez Jan Mandyn, un continuateur habile de Jérôme Bosch.
Il est admis en 1533 parmi les maîtres de l'école d'Anvers, il est l'un des premiers peintres de nature morte, actif à Amsterdam et à Anvers. Outre ce type de peinture, il réalise des peintures de genre, notamment des scènes religieuses pour les églises d'Amsterdam, Louvain et autres, mais ces tableaux ont été détruits en 1566 à la suite des troubles religieux. Il a eu comme élève et neveu Joachim Bueckelaer qui passa toute sa vie à Anvers.
Il revient dans sa ville natale d'Amsterdam en 1557 et y acquiert le droit de cité.
Avec La Danse des œufs de 1557, conservée au Rijksmuseum Amsterdam, et ses peintures de marchés, il introduit la vie quotidienne dans la peinture et annonce ainsi ce qui va faire le renom de la peinture néerlandaise du siècle à venir. Il est en particulier considéré comme un précurseur de Brueghel.
Il est enseveli dans l'église Oude Kerk, près du chœur.

## Œuvres
- Fermière hollandaise, 1543, huile sur bois, palais des Beaux-Arts de Lille ;
- Le Retour d'un pèlerinage à saint Antoine, vers 1550, huile sur bois, 110 × 170 cm, musée Oldmasters ;
- Étal de viande avec la Sainte Famille faisant l'aumône durant la Fuite en Égypte, 1551, huile sur bois, 115,6 × 168,9 cm, North Carolina Museum of Art ;
- Vanité avec le Christ chez Marthe et Marie, 1552, panneau, 60 × 101 cm, musée d'Histoire de l'art de Vienne
- Le Christ dans la maison de Marthe et Marie, 1553, huile sur panneau, Rotterdam, Musée Boijmans Van Beuningen
- La Danse des œufs, 1557, bois, 84 × 172 cm, Rijksmuseum Amsterdam[2] ;
- La Cuisinière, 1559, huile sur bois, 127,5 × 82 cm, Bruxelles, musées royaux des Beaux-Arts de Belgique ;
- Jésus chez Marthe et Marie, 1559, huile sur bois, 140 × 196,5 cm, Bruxelles, musées royaux des beaux-arts de Belgique ;
- La Cuisson des crêpes dans la boulangerie, 1560, huile sur bois, Rotterdam, Musée Boijmans Van Beuningen[3] ;
- Triptyque du XVIe siècle à la cathédrale de Laval, 196 × 142 cm ;
- L'Adoration des bergers, huile sur bois, 87 × 63 cm, Rouen, musée des Beaux-Arts de Rouen ;
- Le Calvaire, huile sur bois, musée Jeanne d'Aboville de La Fère.

## Galerie

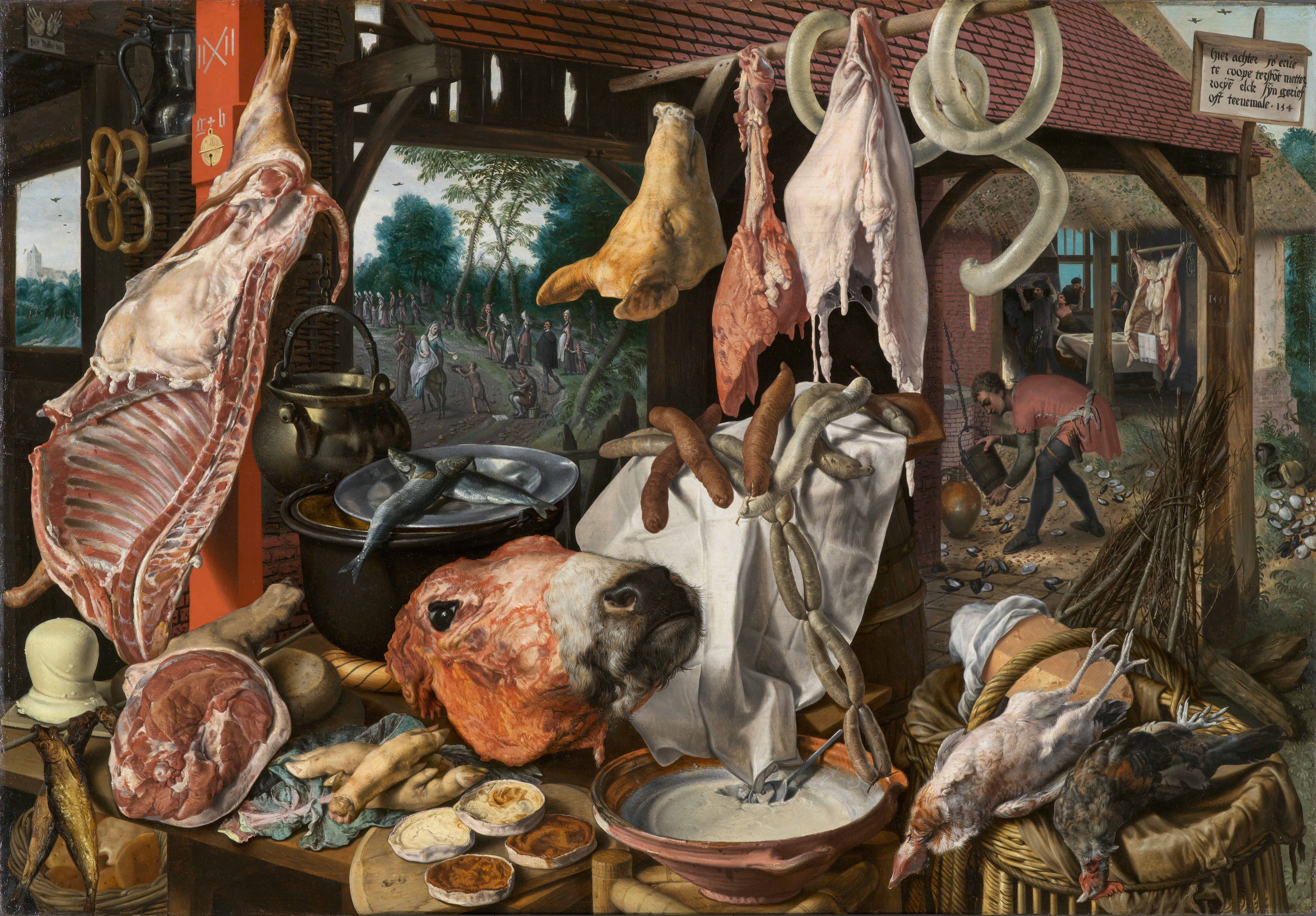
Étal de viande avec la Sainte Famille faisant l'aumône durant la Fuite en Égypte, une nature morte inversée.
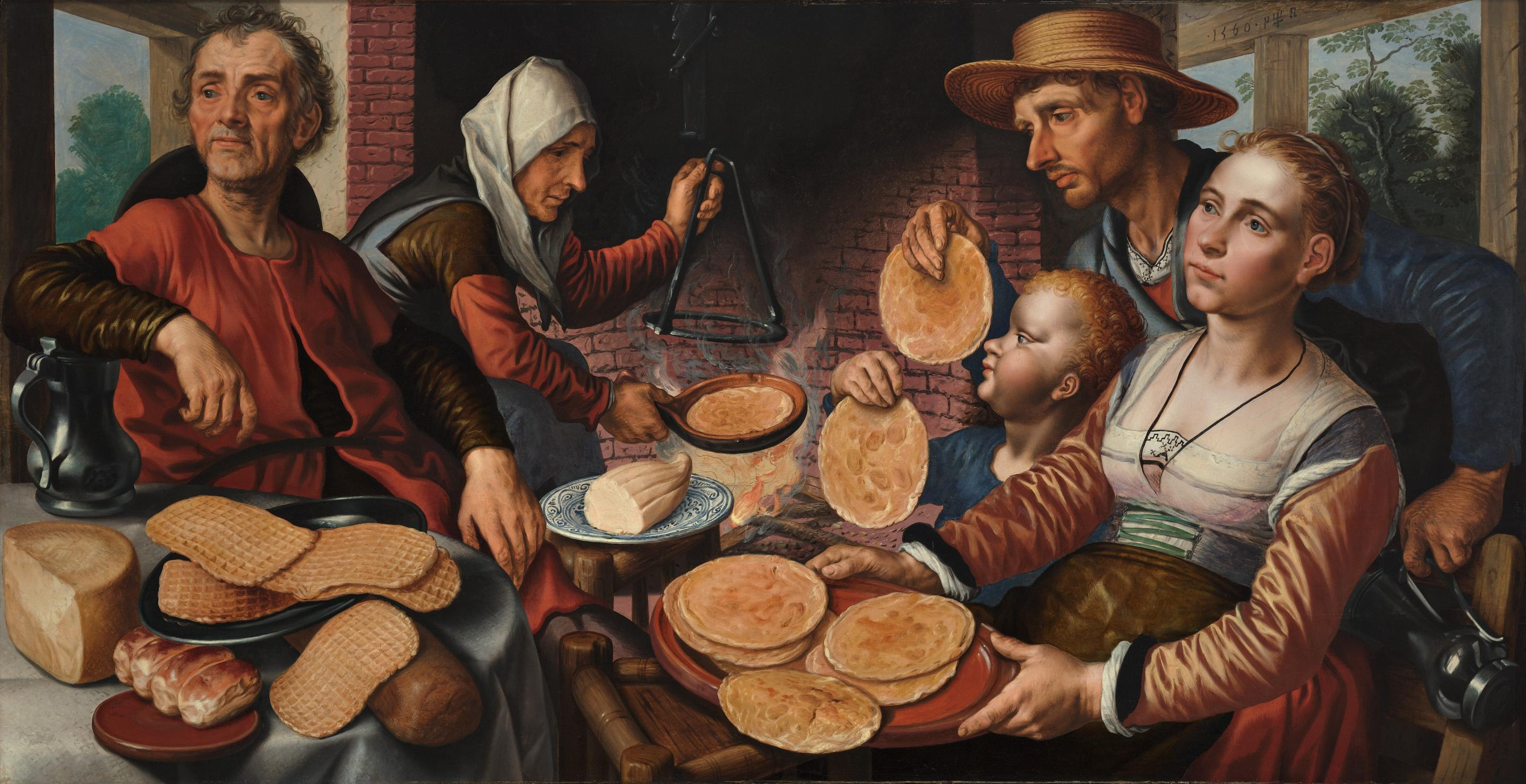
La Cuisson des crêpes dans la boulangerie.
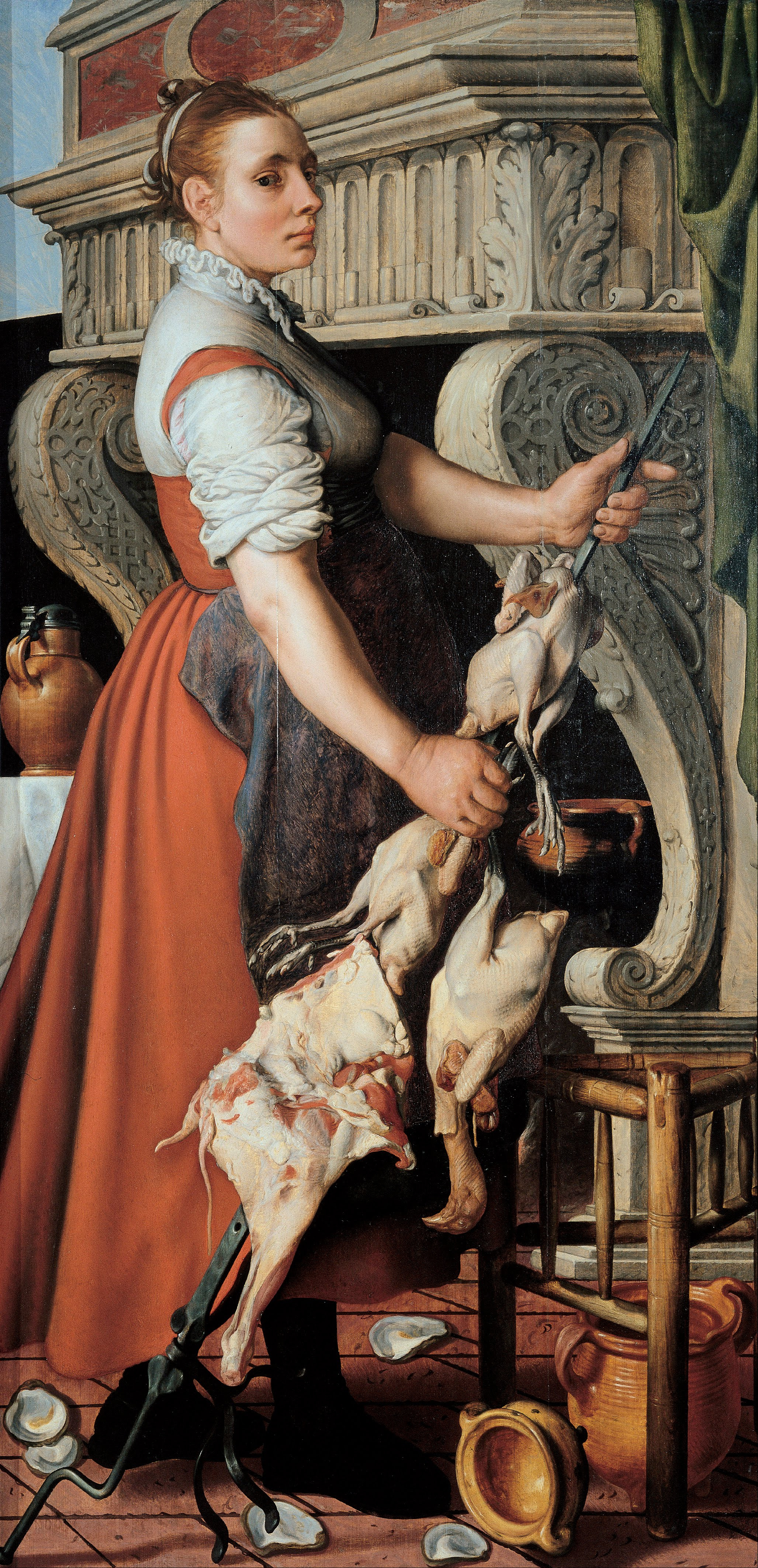
La Cuisinière.
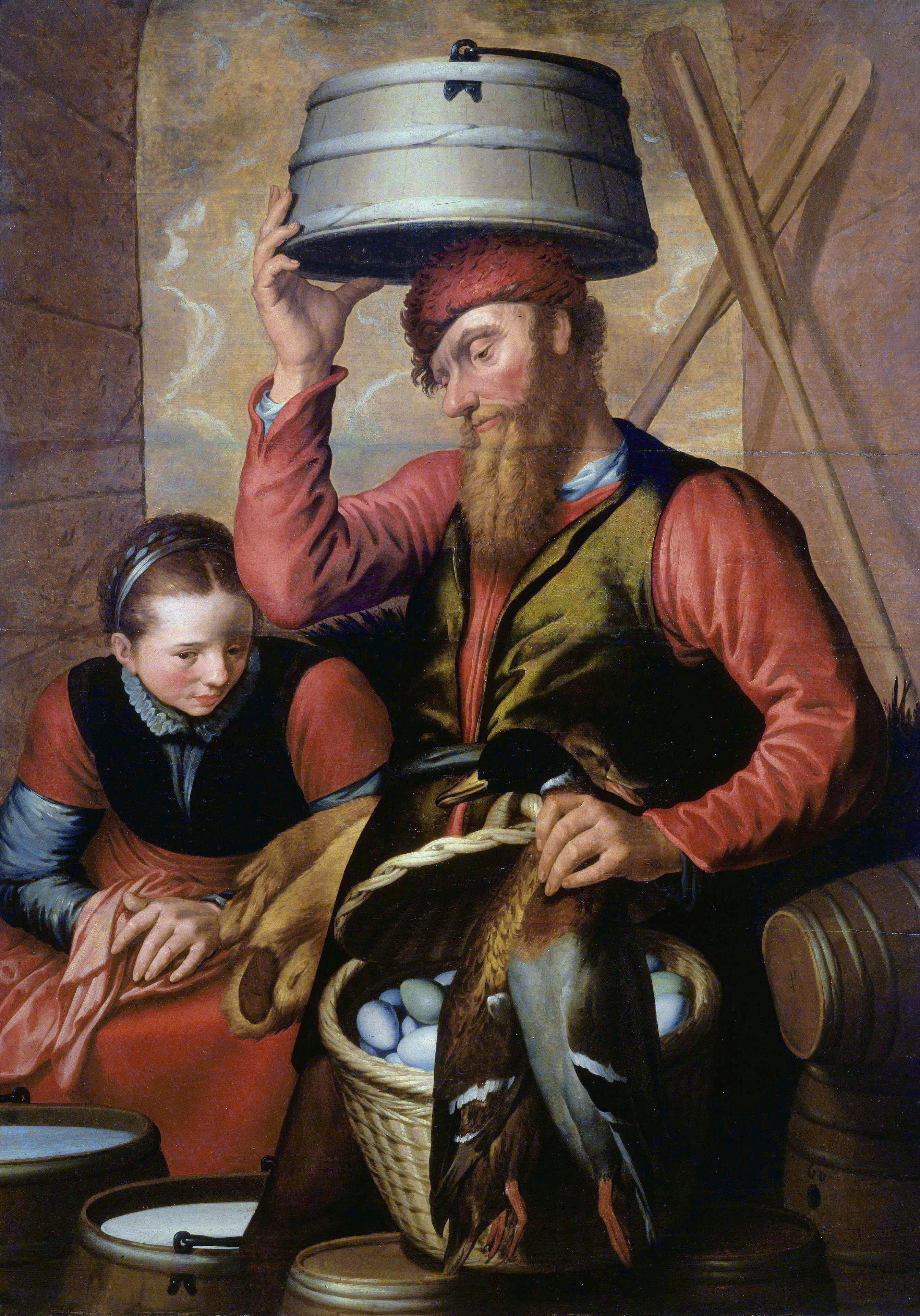
Vendeur d'œufs.
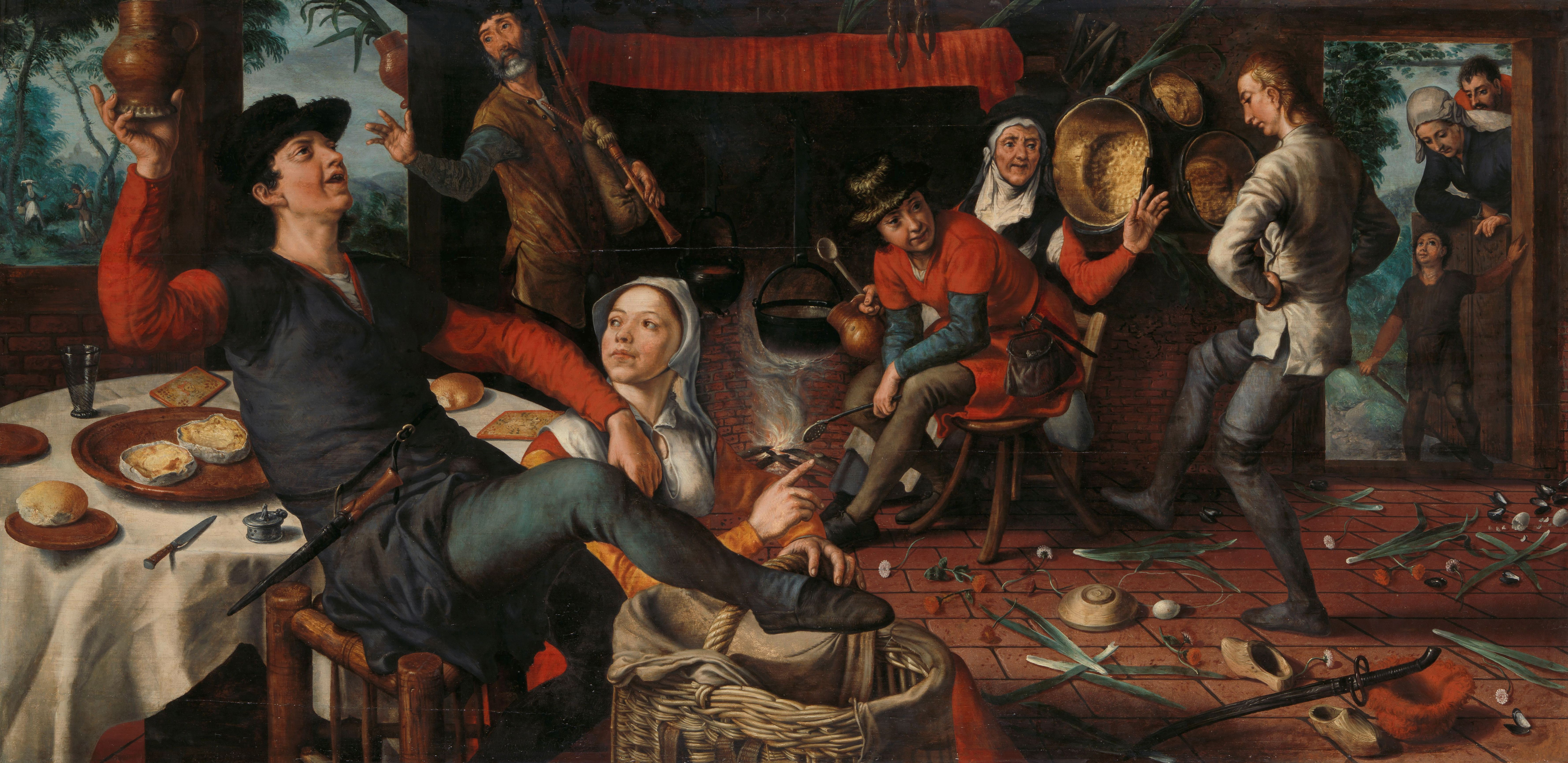
Danse des œufs.
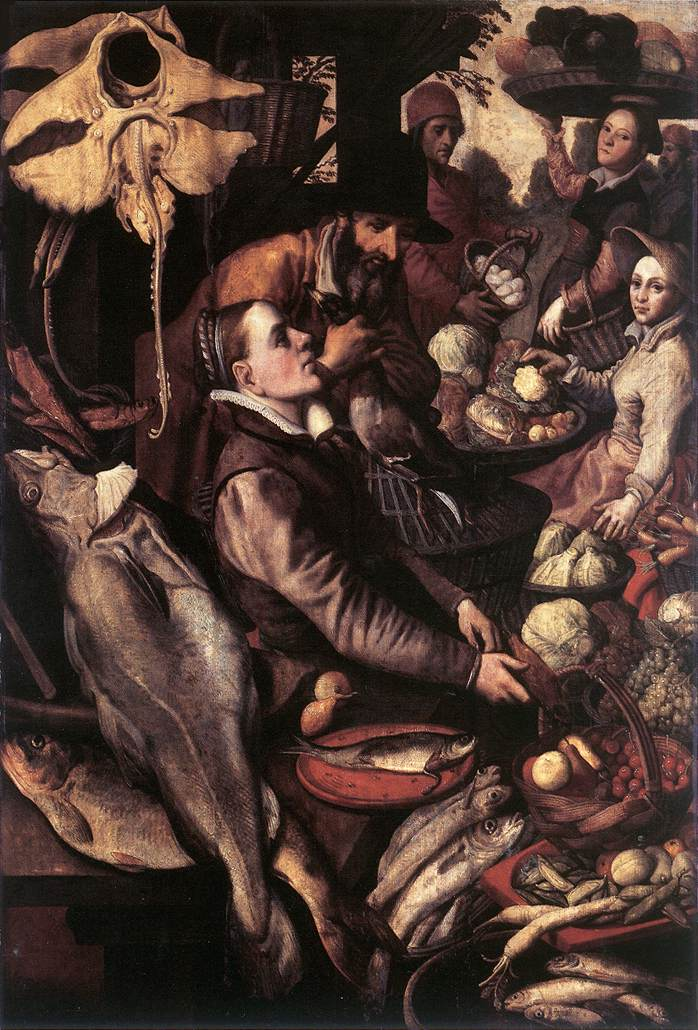
Scène de marché.
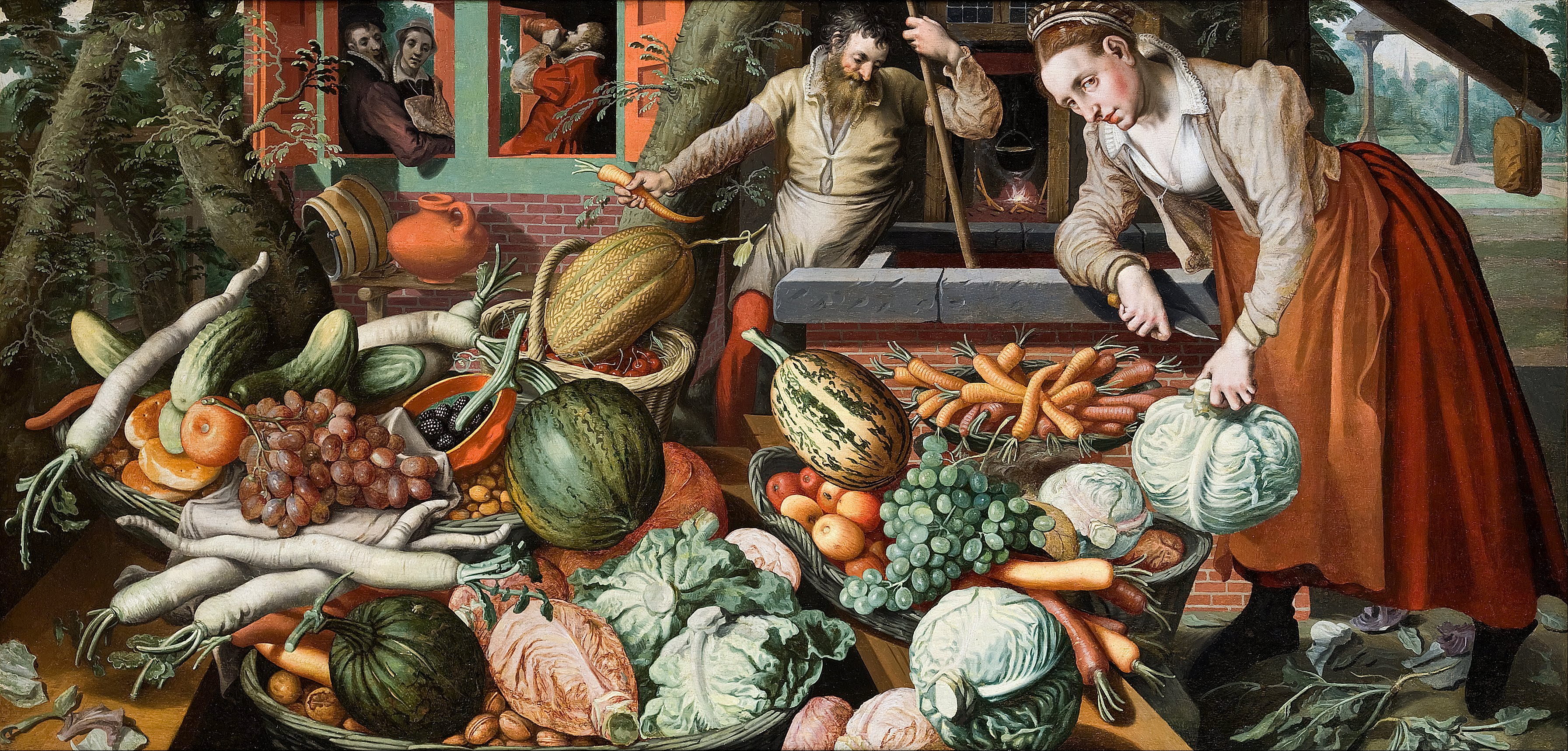
Scène de marché.
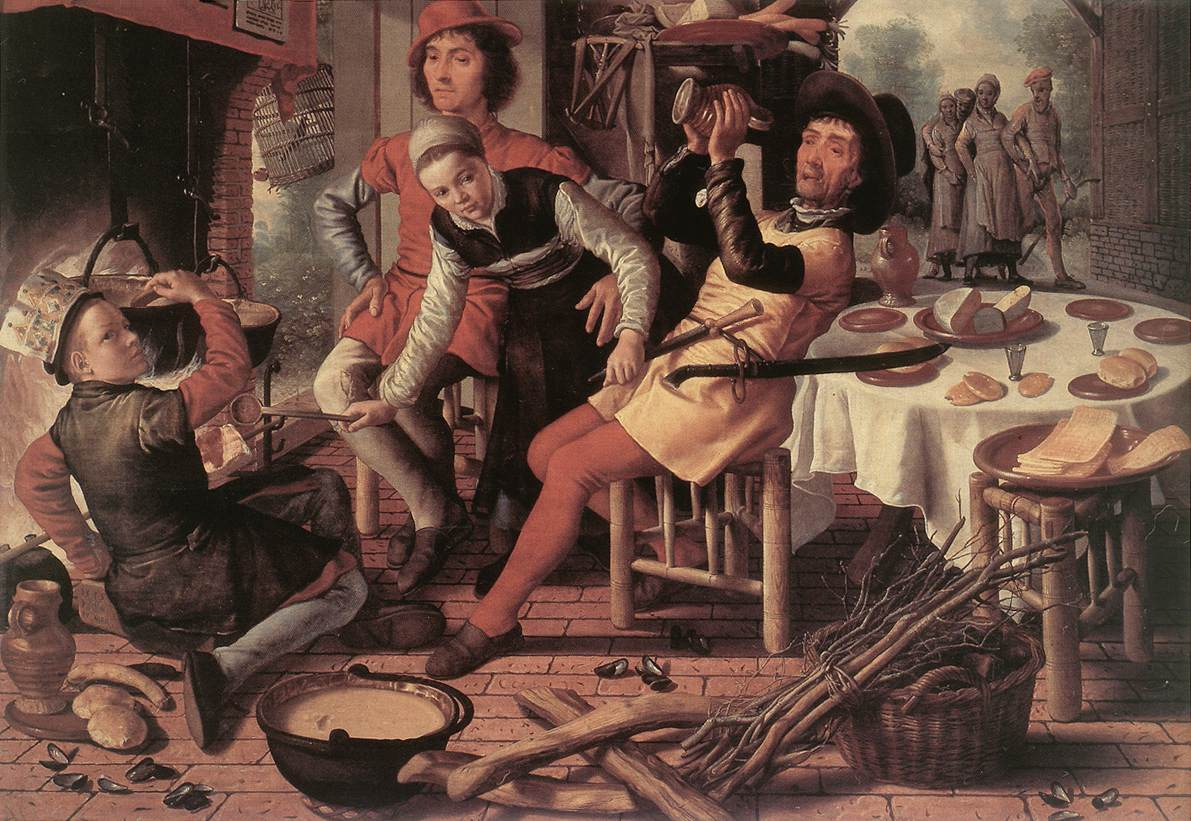
Paysans au coin du feu.
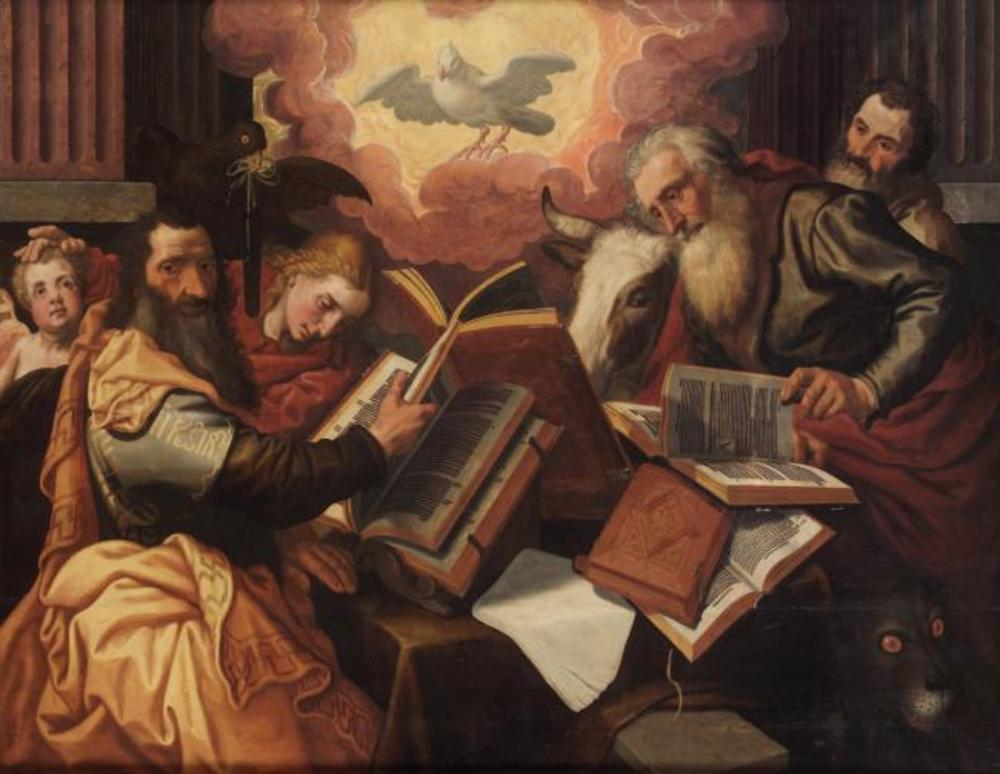
Quatre Évangélistes.
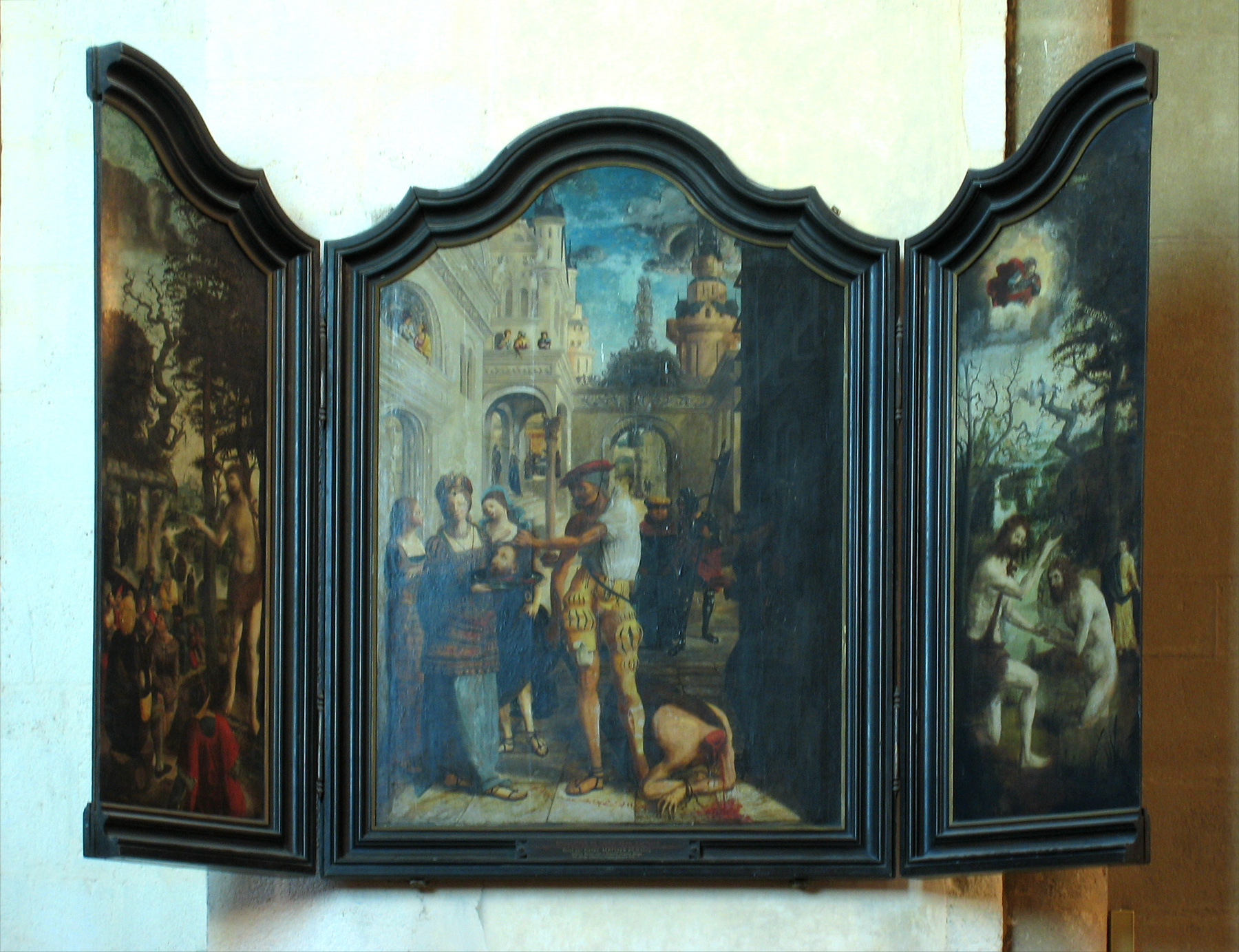
Triptyque du XVIe siècle à la cathédrale de Laval.